# Chenghuang
Chenghuang (chinesisch 城隍, Pinyin chénghuáng, W.-G. ch’eng-huang, Jyutping Sing4wong4, englisch city god – „Schutzpatron der Stadt“) ist die Schutzgottheit einer Stadt. Nach daoistischem Glauben hat jede Stadt einen Schutzpatron, der Unheil von der Stadt abwendet und deren Einwohner beschützt. In fast jeder größeren chinesischen Stadt findet sich daher an wichtiger Stelle ein Tempel für den Stadtgottheit, auf Chinesisch chenghuang miao (城隍庙) genannt.
Den historischen Aufzeichnungen zufolge soll der erste Tempel für einen Schutzgottheit einer Stadt im ostchinesischen Stadt Wuhu (Anhui) im Jahr 239 der Wu-Dynastie zur Zeit der Drei Reichen erbaut worden sein.

## Stadtgott-Tempel (Denkmäler)
Auf der Liste der Denkmäler der Volksrepublik China stehen folgende Stadtgott-Tempel:
- Provinz Shaanxi: Sanyuan Chenghuang miao – 三原城隍庙, Xi’an Chenghuang miao – 西安城隍庙, Hancheng Chenghuang miao – 韩城城隍庙, Chengcheng Chenghuang miao shenlou – 澄城城隍庙神楼, Fufeng Chenghuang miao – 扶风城隍庙
- Provinz Shanxi: Yuci Chenghuangmiao – 榆次城隍庙 (Jinzhong 晋中), Lu’an fu Chenghuang miao – 潞安府城隍庙 (Changzhi 长治), Ruicheng Chenghuang miao – 芮城城隍庙, Pingyao Chenghuang miao – 平遥城隍庙
- Provinz Hebei: Chengde Chenghuang miao – 承德城隍庙

Weitere bekannte Stadtgotttempel sind:
- Nantong Chenghuang miao – 南通城隍庙 (Jiangsu, Nantong), Shanghai Chenghuang miao – 上海城隍庙 (Shanghai), Yiyang Chenghuang miao – 益阳城隍庙 (Hunan, Yiyang)

## Galerie

Stadtgott-Tempel – Verschiedene Chenghuang-Tempel
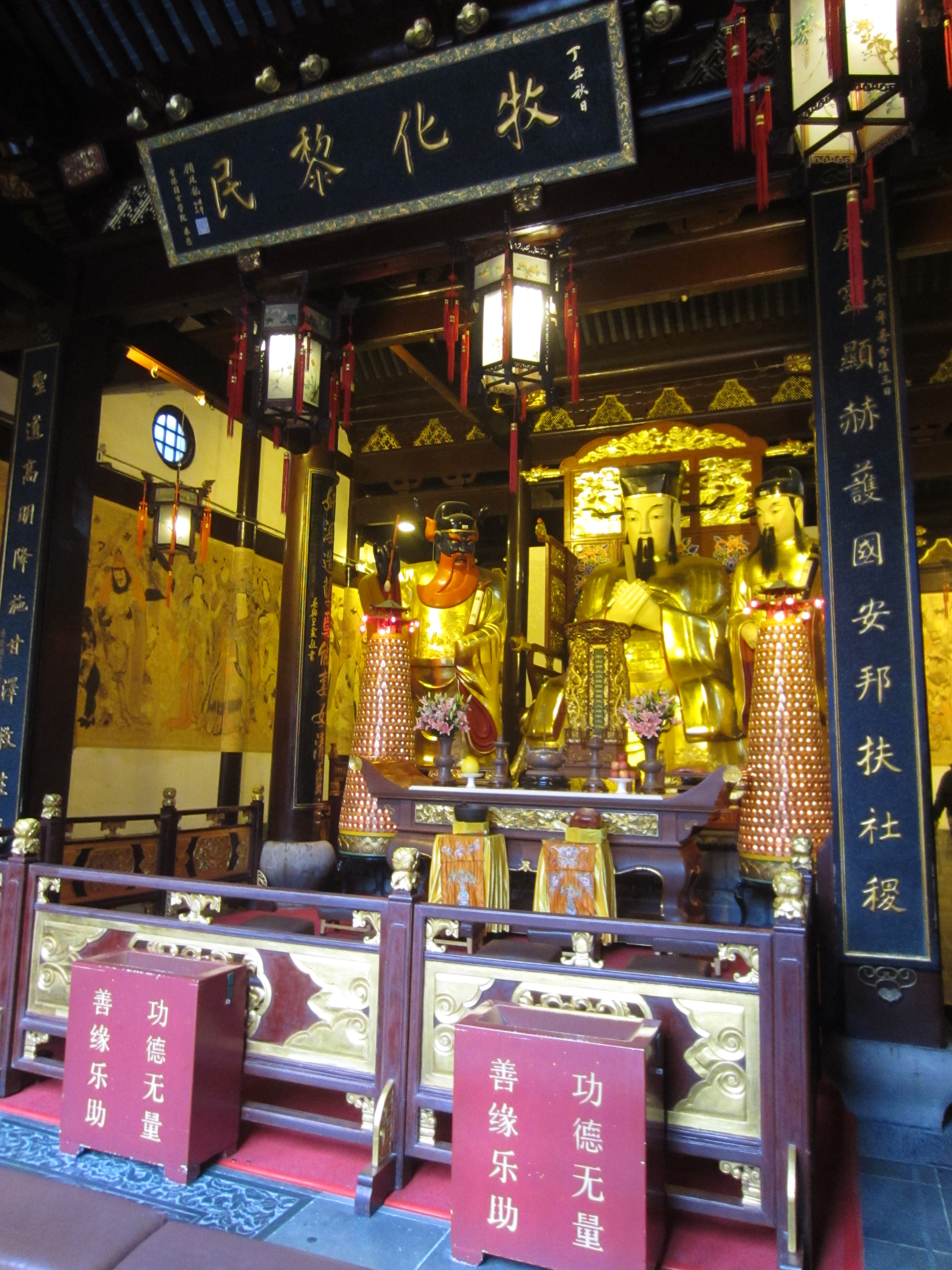
Shanghai, 2015
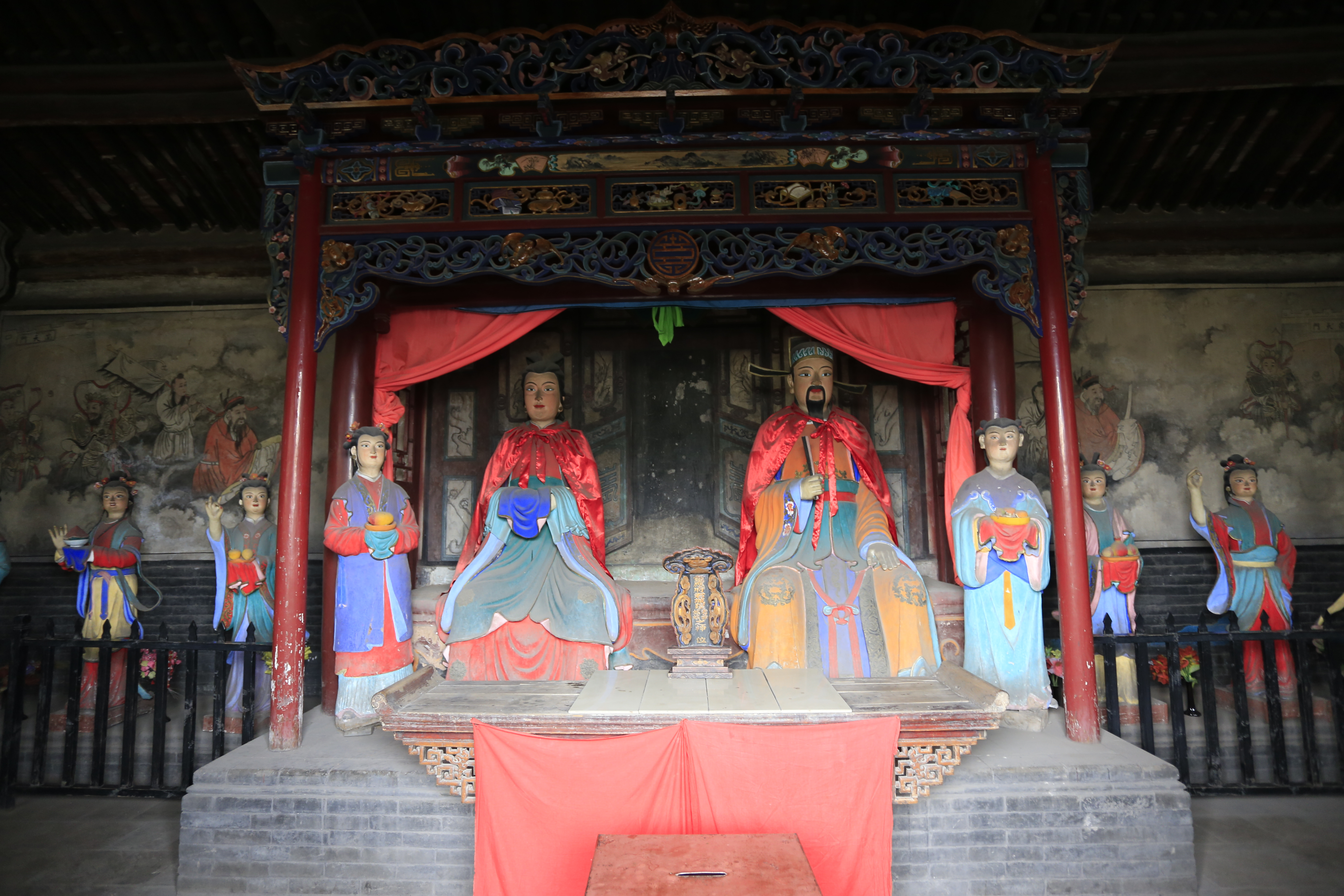
Pingyao (Denkmal), 2013
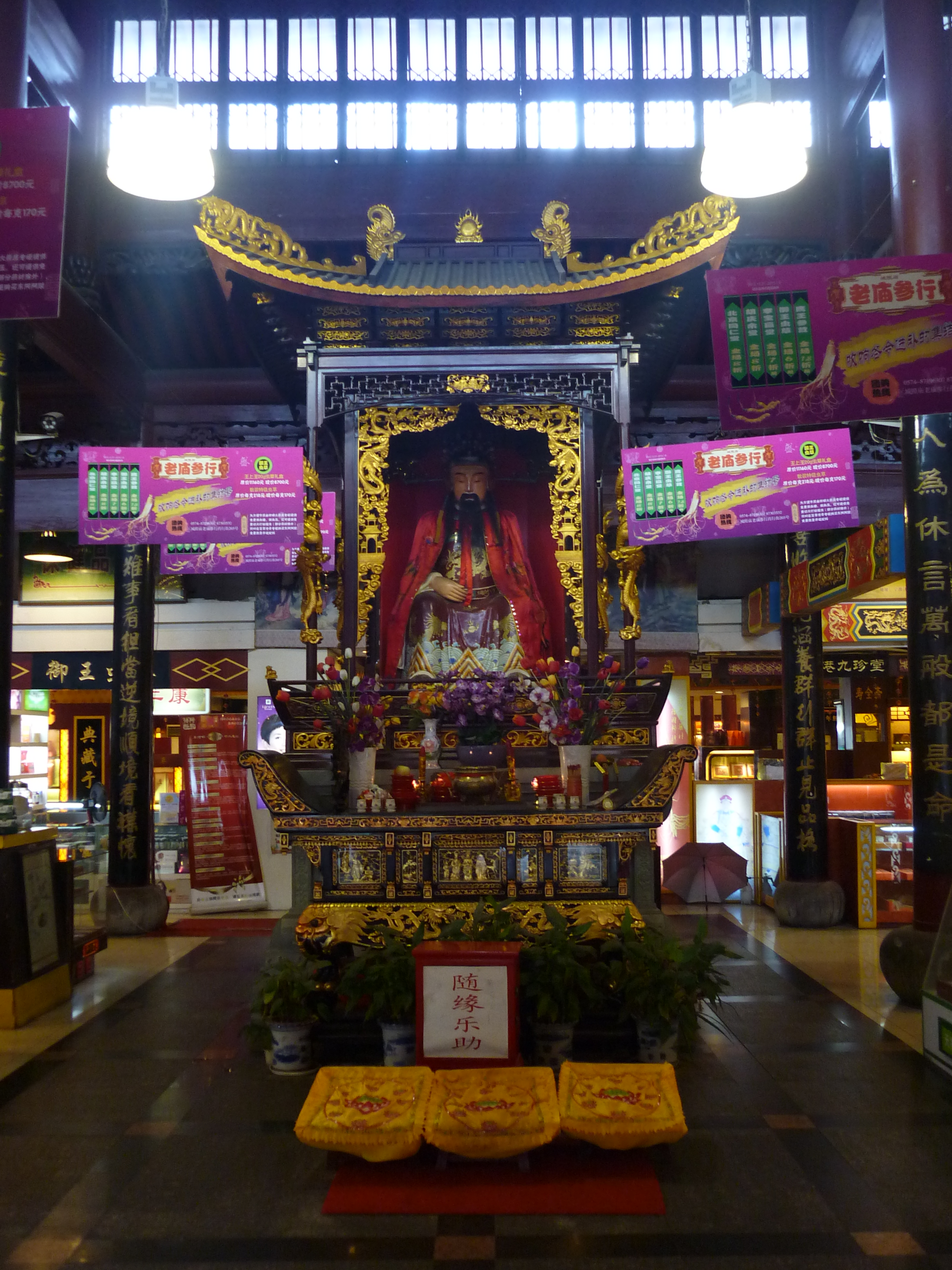
Ningbo, 2013
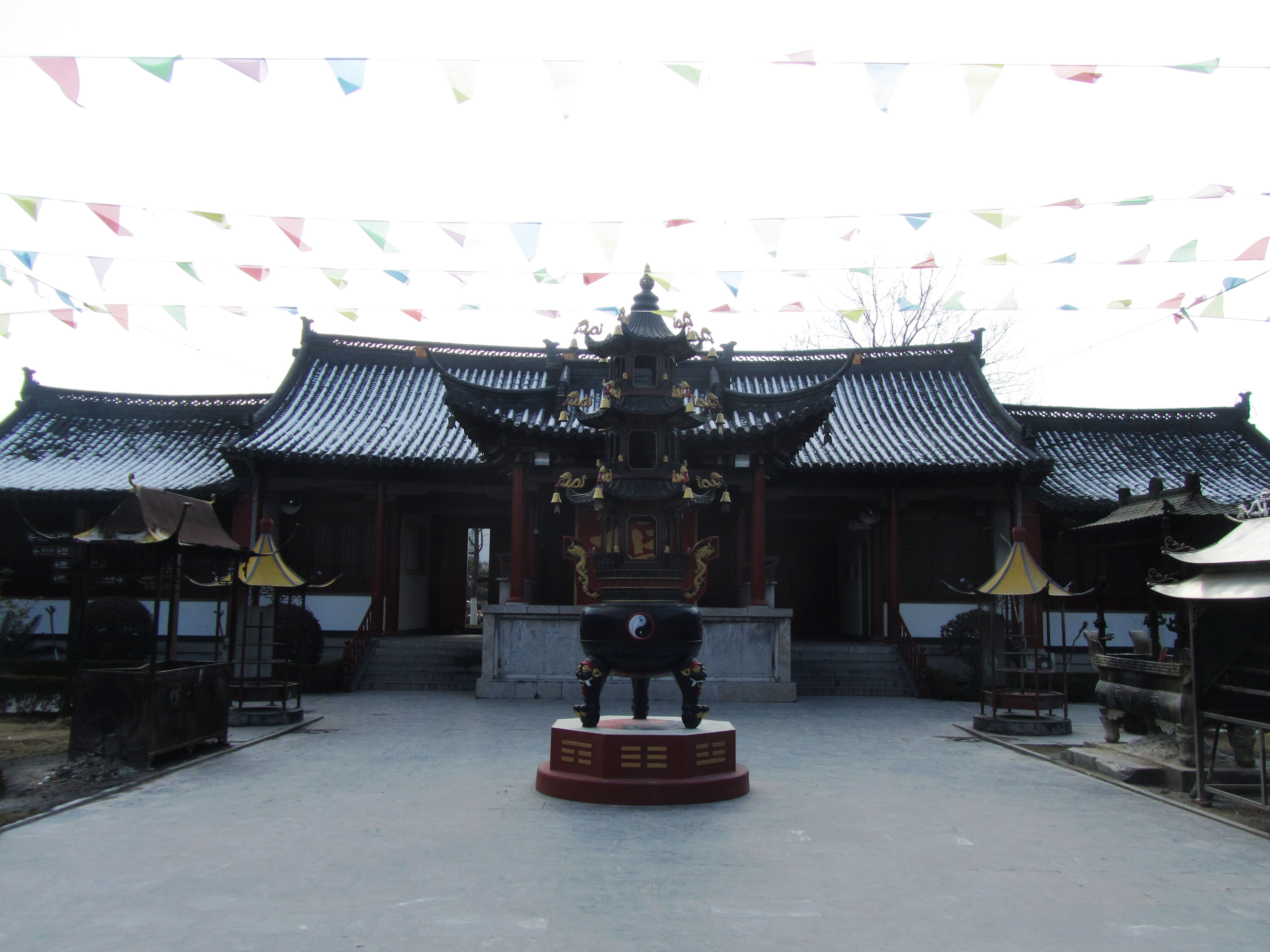
Nantong (Denkmal), 2013
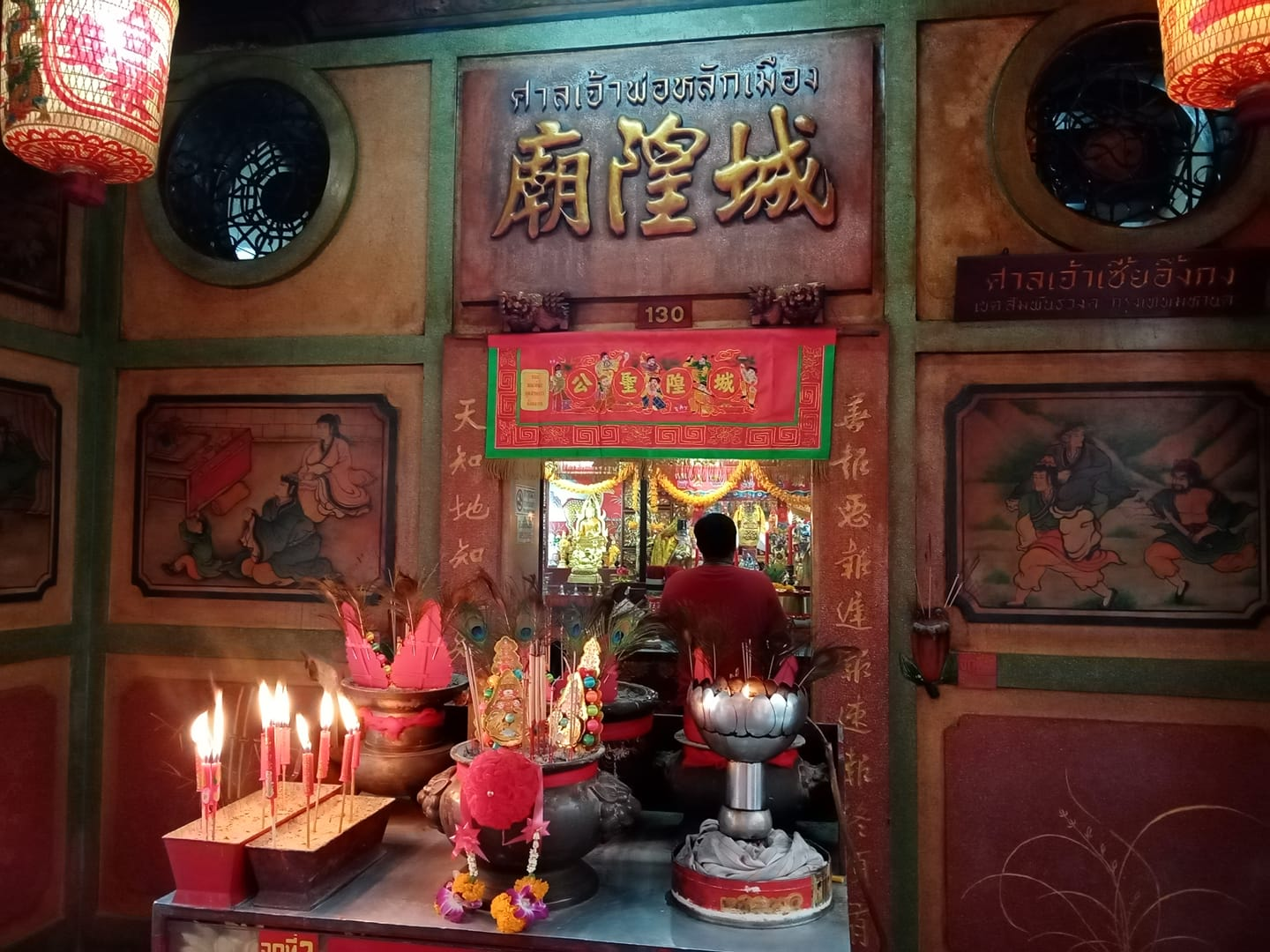
Sampheng, Bangkok, 2021
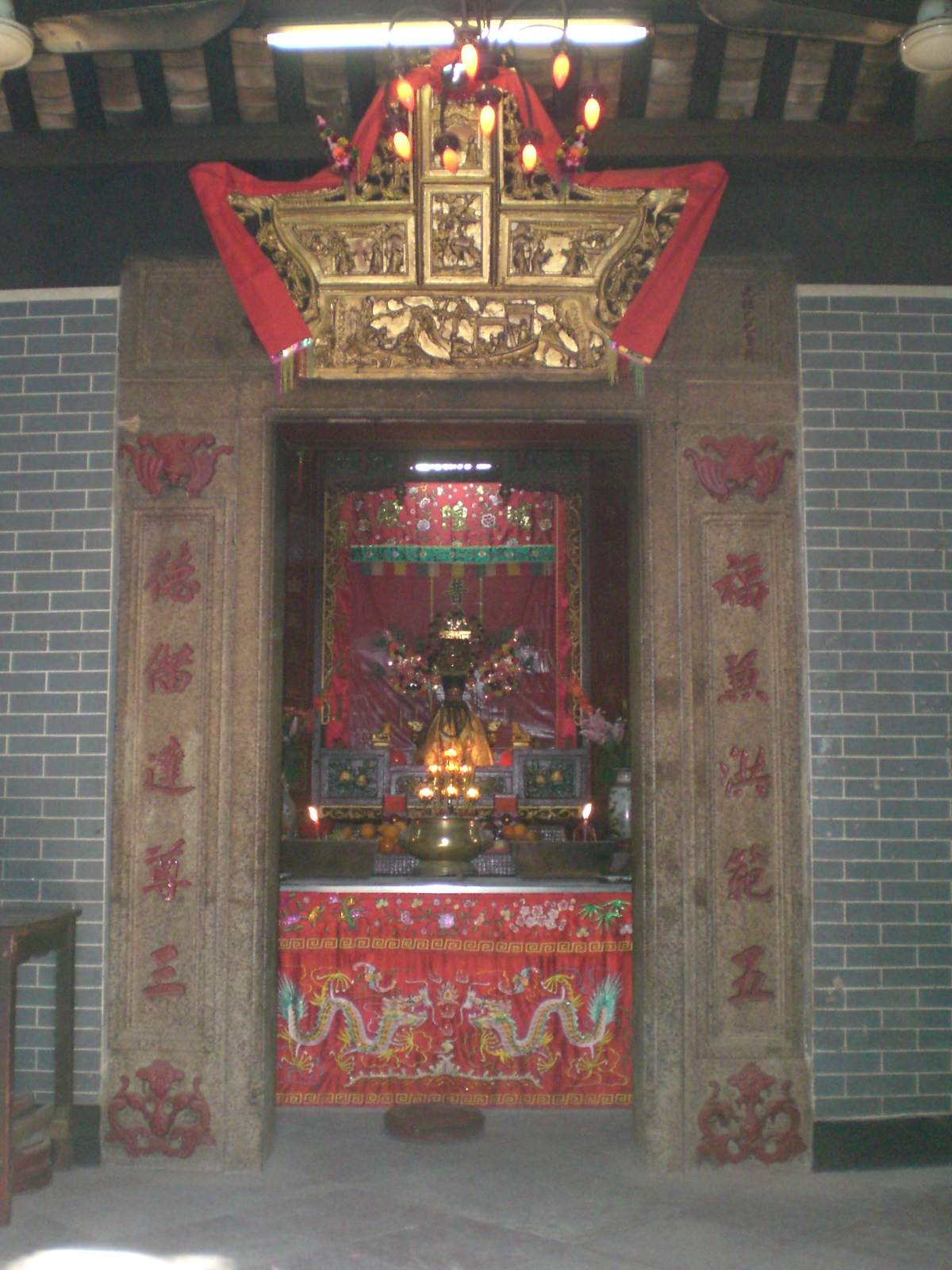
Shau Kei Wan, 2008

## Anmerkung
Obige chinesische Schrift alle als Kurzzeichen.
1. ↑  Der Chenghuang-Tempel (chinesisch 城隍廟 / 城隍庙, Pinyin chénghuáng miào, Jyutping sing4wong4 miu6, englisch town god’s temple – „Stadtgotttempel, Tempel des Stadtgeist, Tempel des Schutzpatrons der Stadt“) ist ein populärer Tempel im Daoismus und chinesischen Volksglauben.